# Sítids
Els sítids són una família d'ocells de l'ordre dels passeriformes, l'únic representant dels quals als Països Catalans és el pica-soques blau. Tots aquests moixons reben el nom comú de pica-soques. També es poden denominar amb aquest nom els membres del gènere Neositta, d'aspecte semblant però filogenèticament llunyans. Ocasionalment, també s'emprà aquest nom, fent referència al raspinell.

## Morfologia

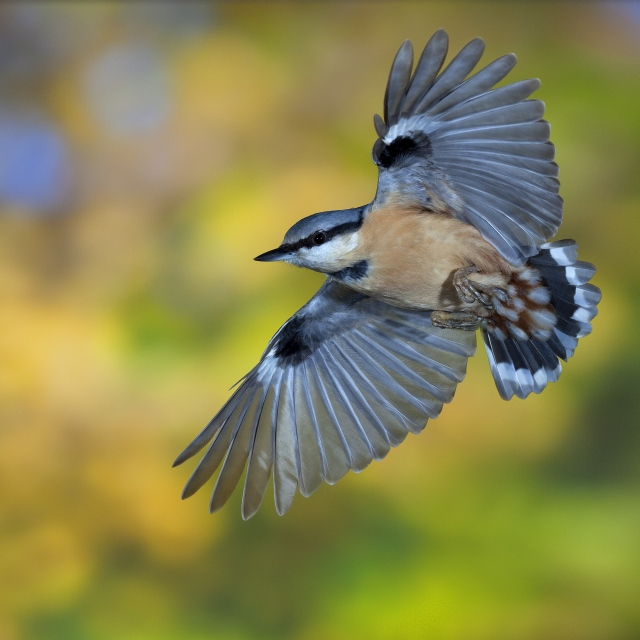
Un pica-soques eurasiàtic (S. europaea caesia) en ple vol. Aquesta espècie presenta la majoria de les característiques comunes dels pica-soques, com un bec llarg i punxegut, parts superiors color blau grisenc i parts inferiors clares. S'aprecia també la menor grandària longitudinal de la primera ploma primària.

Els pica-soques formen una família relativament homogènia morfològicament. Són aus rabassudes amb ales curtes arrodonides i cua curta, quadrada i amb dotze plomes. Cada ala té deu plomes primàries, la primera de les quals és més curta. El bec és robust, llarg i punxegut, no els serveix per a foradar els troncs, però l’empren per a trencar la clofolla de certs fruits, com les nous i avellanes, dels quals també s’alimenten; les potes són curtes i amb dits anisodàctils que posseeixen urpes fortes. En general, les seves parts superiors són de color blau grisenc, encara que algunes espècies asiàtiques tenen el plomatge blau violaci (aquestes espècies tenen becs grocs o vermellosos). En canvi, les seves parts inferiors són de coloracions clares i càlides, que oscil·len del color blanquinós a diversos tons en beix, groc, taronja, vermell o lila, especialment vius a la zona pectoral. Aquests colors contrasten amb els tons verds i marrons dels boscos, però el seu plomatge dorsal és prou fosc perquè aquests ocells passin desapercebuts. Tenen ungles fortes i ganxudes.
Els patrons del cap varien segons l'espècie. La majoria consisteixen en una llarga llista ocular negra i un pili totalment o parcialment fosc que contrasta amb una llista superciliar o la brida, gairebé sempre presents. Pràcticament no presenten dimorfisme sexual, però mascles i femelles poden diferir en el color de la zona inferior, sobretot en els flancs i sota la cua. En espècies amb llista ocular o capell foscos, els mascles solen ser més pàl·lids i més clars que les femelles. Els exemplars joves o aus de menys d'un any són gairebé indistingibles dels adults. Totes les espècies realitzen, almenys, una muda després de la temporada de reproducció i alguns, fins i tot, una muda prenupcial. Els individus més joves experimenten durant l'estiu la seva primera muda postjuvenil, excepte la de les plomes de vol.
La mida varia entre les diferents espècies i subespècies, encara que totes són aus petites. Els pica-soques que habiten als boscs de coníferes solen ser més petits (com tendència general); un exemple és la mida reduïda de les subespècies asiàtiques del pica-soques eurasiàtic (S. europaea) en comparació amb la subespècie nominal. El pica-soques gegant (S. magna), l'espècie més gran del gènere, arriba als 19,5 cm de longitud i pesa entre 36 i 47 grams. A l'altre extrem estan S. canadensis, S. pusilla i S. pygmaea, que arriben a mesurar 10 cm de llarg i a pesar al voltant de 10 grams. La longitud de l'ala varia entre 60 i 120 mm dins de cada espècie, però amb una variabilitat geogràfica significativa i amb moltes similituds entre elles. Per exemple, per a espècies que no s'assemblen, com el pica-soques roquer oriental (S. tephronota) i el pica-soques roquer occidental (S. neumayer), les ales dels quals tenen la mateixa longitud, poc més de 80 mm, però la primera espècie és de major grandària que la segona, tot i que totes dues són simpàtriques.

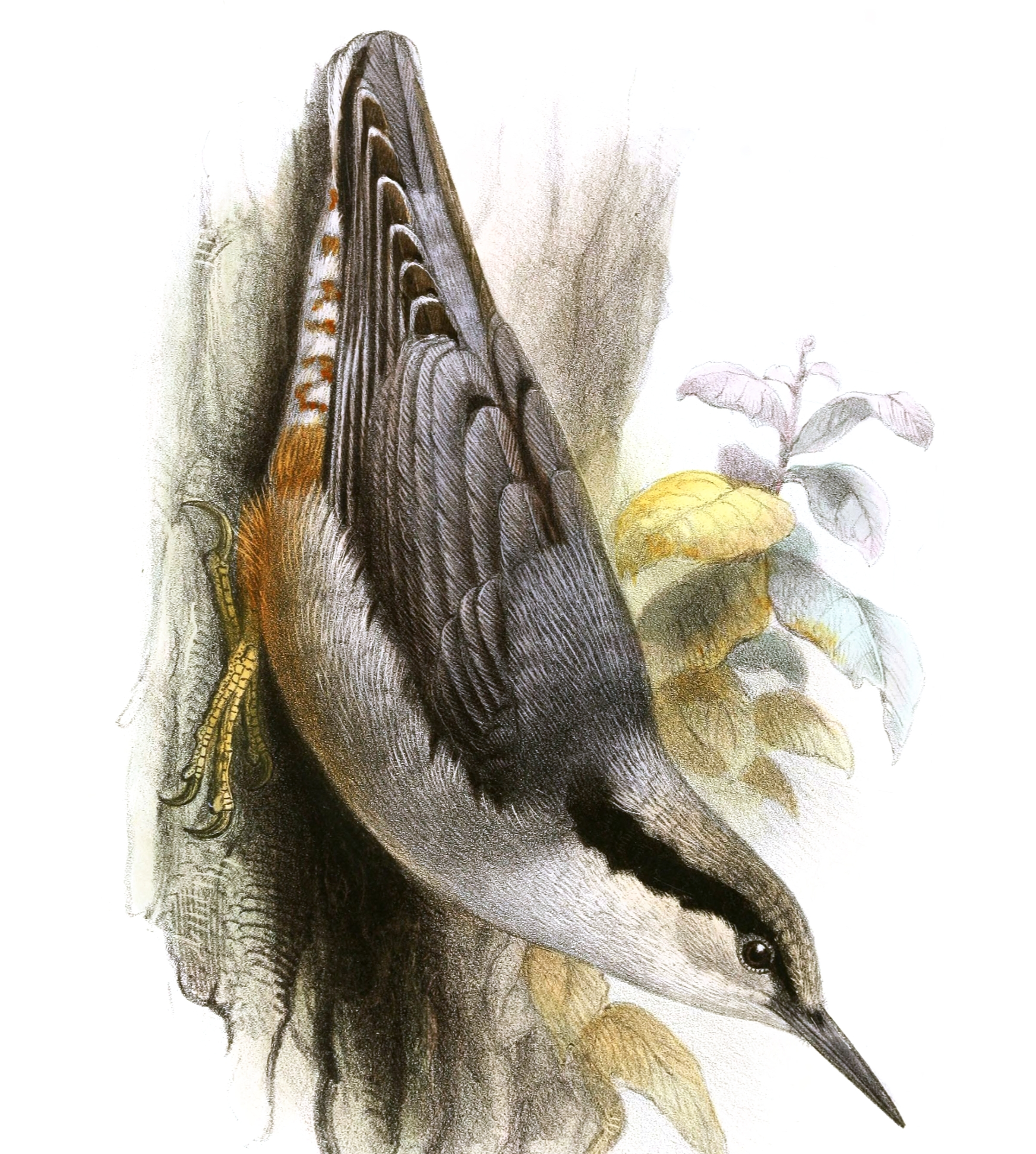
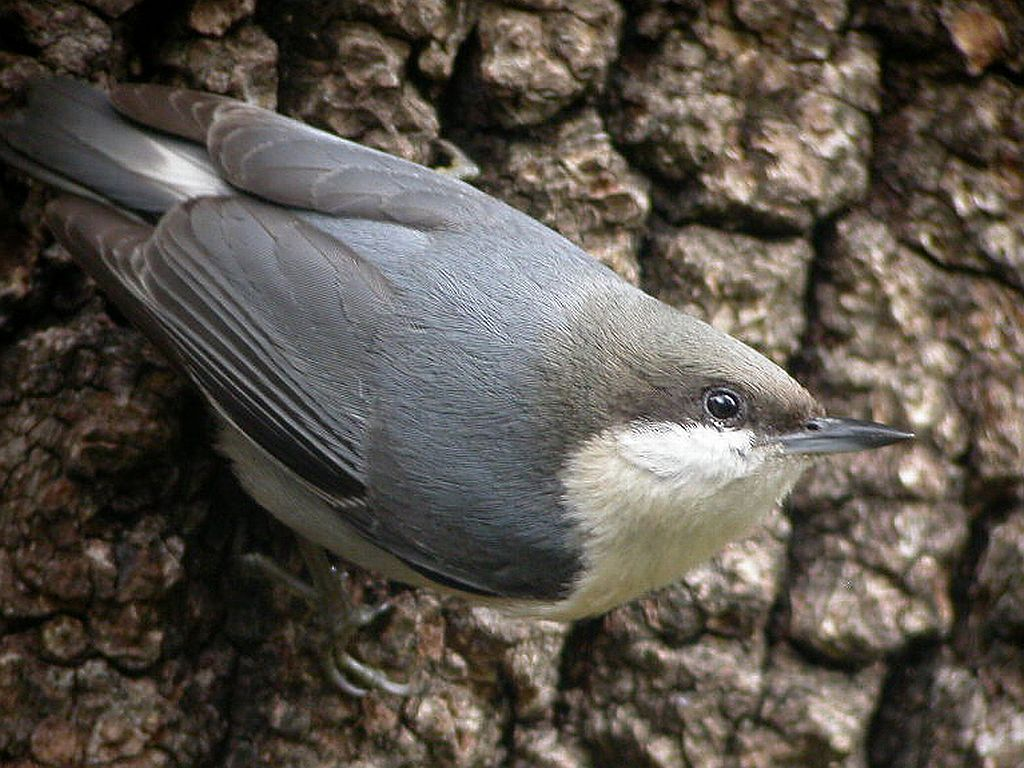
El pica-soques nan (S. pygmaea), com el seu nom indica, és el més petit del gènere.
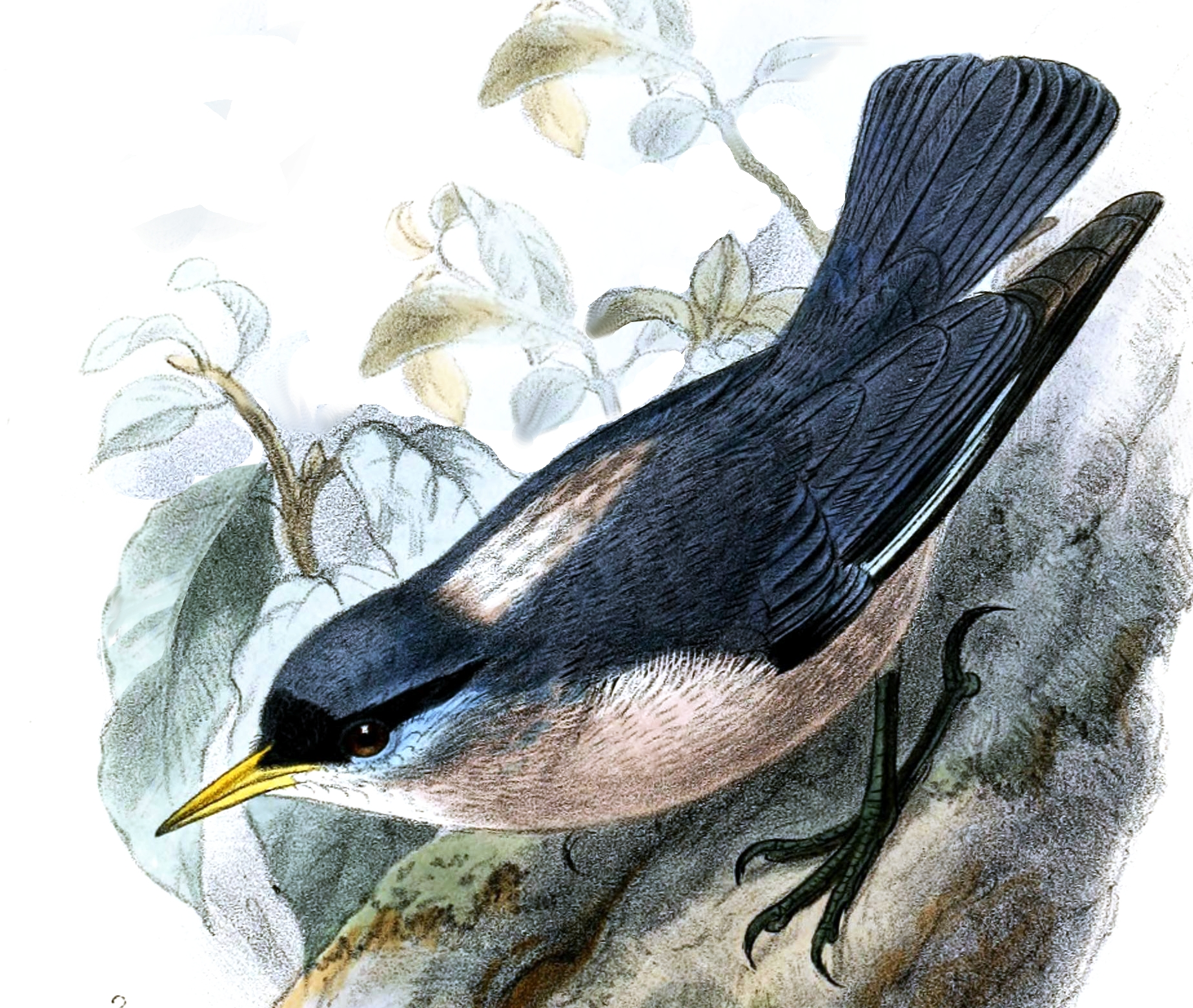
El pica-soques de les Filipines (S. oenochlamys), un de los tres pica-soques amb bec groc-vermellós del Sud-est Asiàtic.
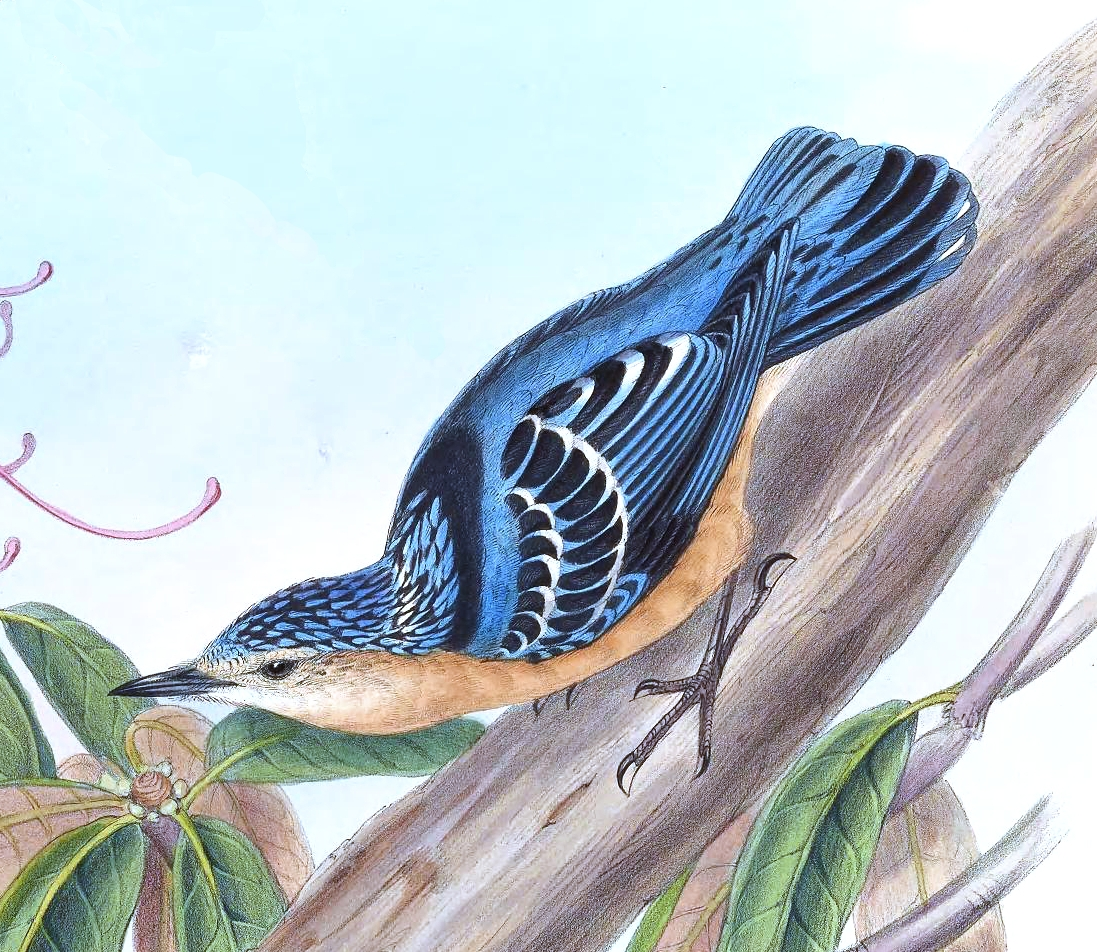
S. formosa és el pica-soques amb el plomatge més colorit.
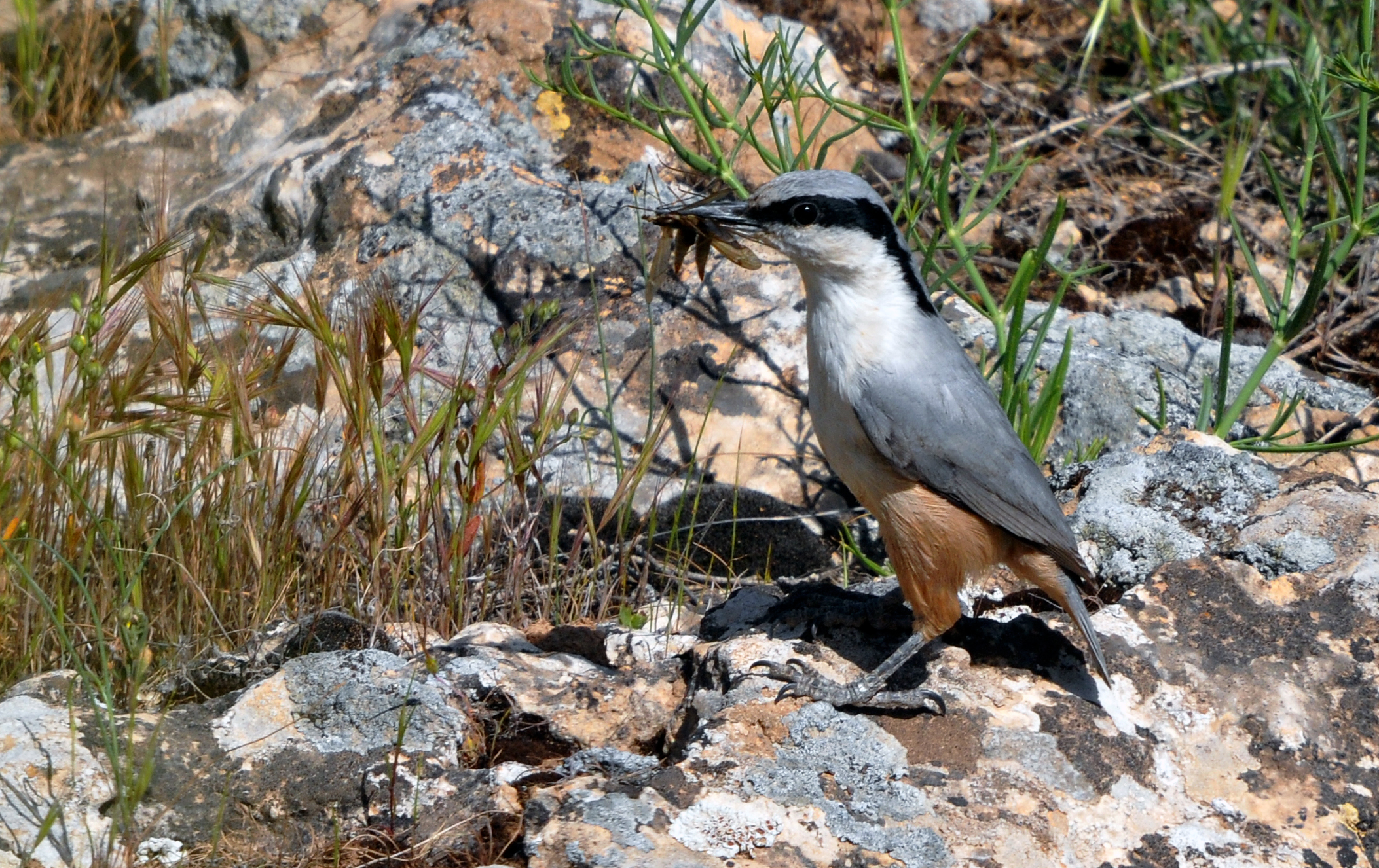
S. neumayer i S. tephronota són els únics que construeixen el seu niu a les parets dels penya-segats, en lloc del buit d'un tronc.

## Ecologia i comportament

### Vocalitzacions
| Cants i crides                             | Cants i crides |
| ------------------------------------------ | -------------- |
| Crida d'un pica-soques del Canadà.         |                |
|                                            |                |
|                                            |                |
|                                            |                |
| Cant d'un Pica-soques eurasiàtic a Rússia. |                |
|                                            |                |
|                                            |                |
|                                            |                |
| Cant d'un pica-soques pitblanc.            |                |
|                                            |                |
|                                            |                |
|                                            |                |

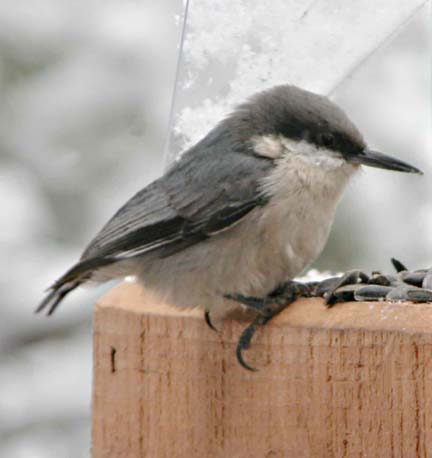
Sitta pygmaea fotografiat prop de Pecos (Nou Mèxic, Estats Units).

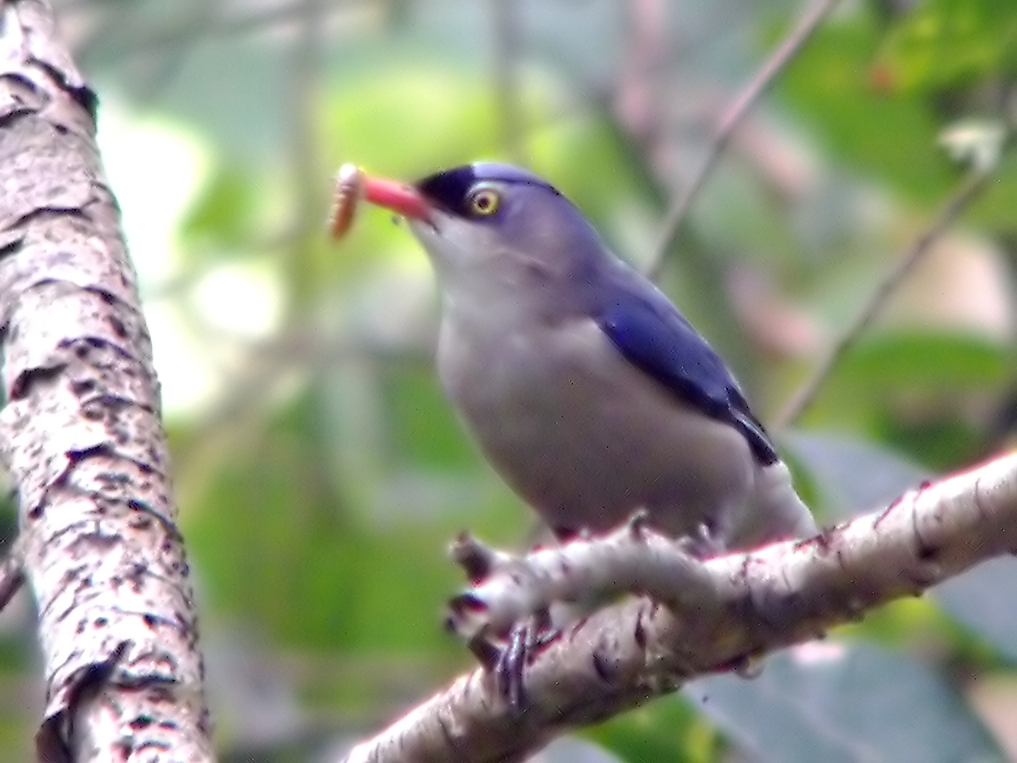
Sitta frontalis

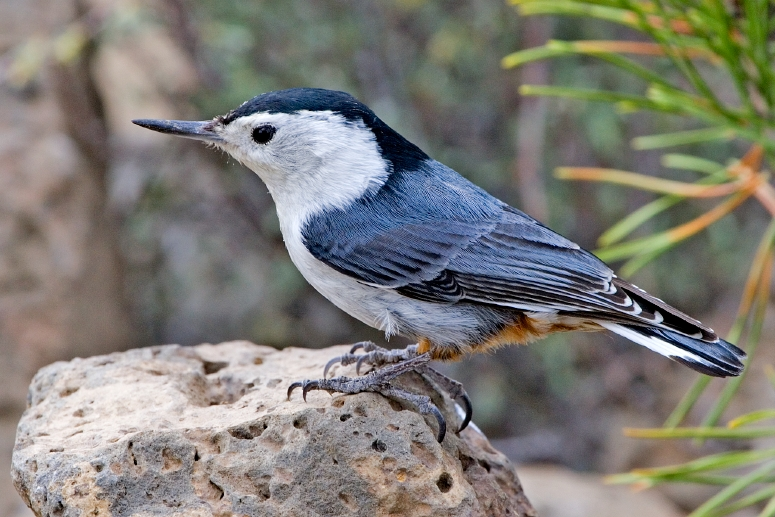
Pica-soques de pit blanc (Sitta carolinensis) fotografiat a Oregon (Estats Units)

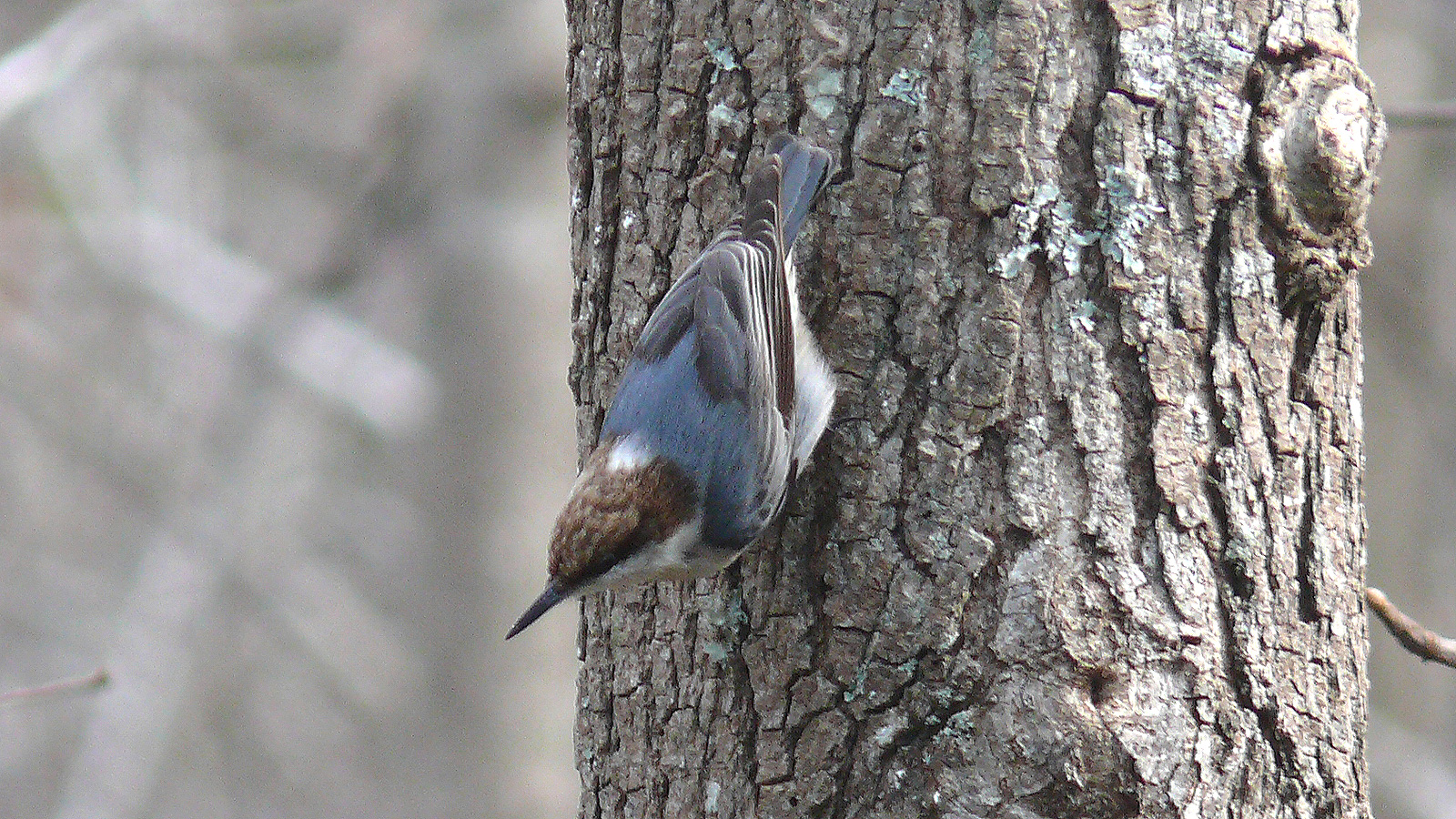
Sitta pusilla fotografiat a Carolina del Nord (Estats Units)

Són aus sorolloses i emeten diferents tipus de xiulets, gorges i xiscles en les seves vocalitzacions. Els cants de seguici solen ser idèntics als seus anomenats de contacte encara que més perllongats amb tons de manera desafiant o en preparació per al combat. A Amèrica del Nord, el pica-soques del Canadà (S. canadensis), que comparteix en gran manera la seva àrea de distribució amb la mallerenga capnegra americana (Poecile atricapillus), és capaç de reconèixer els crits d'aquest últim. La mallerenga emet variacions subtils en els seus crits d'alarma que informen sobre el risc i la mida de possibles depredadors. Encara que la majoria de les aus reconeixen les crides d'alarma d'altres espècies, el pica-soques del Canadà és capaç d'interpretar aquestes variacions en les crides de la mallerenga i respondre apropiadament.
Es considera que el cant del pica-soques eurasiàtic és el més variat i audible de la família i consisteix en una sèrie de xiulets clars, lents i lleugerament ascendents o descendents. S'ha descrit com a «vuih, vuih, vuih, vuih… o viiu, viiu, viiu, viiu… o en variacions ràpides, vivivivivivivi, amb clara sonoritat». Alguns sonogrames de crides i cants d'S. e. arctica van ser publicats el 1996, i en ells la veu va ser descrita com a «diferentment significativa» a la del pica-soques euroasiàtic, però no hi ha hagut una investigació definitiva del tema.

### Reproducció
Els nius són instal·lats en forats d'arbres i algunes espècies euroasiàtiques basteixen a l'entrada una paret prima de fang, que en alguns casos es limita a reduir-ne el diàmetre i en d'altres es converteix en un conducte tubular. Amb un comportament relacionat, el pica-soques del Canadà unta els voltants del niu amb brea.
Mascle i femella són molt semblants i col·laboren en la construcció del niu i l'alimentació dels polls. La incubació la fa la femella tota sola mentre el mascle l'alimenta.

### Alimentació
Mengen insectes, llavors i nous.
Són ocells omnívors: encara s'alimenten principalment d'insectes, complementen la seva dieta amb nous i llavors, especialment a l'hivern. Busquen insectes ocults entre l'escorça en les seves escalades pels troncs i branques, a vegades cap per avall, i poques vegades es posen en els matolls o el sòl. Solen alimentar-se en solitari en el seu territori durant la temporada de reproducció i cria, marcant-lo amb forts crits i cants senzills; però poden unir-se a esbarts per aconseguir aliment durant la resta de l'any.

## Distribució i hàbitat

Mapa il·lustratiu de l'abundancia dels pica-soques, segons Matthysen (1998):
Una espècie.
Dos o tres espècies.
Quatro espècies o més.

Els pica-soques estan presents a gran part de l'hemisferi nord: Amèrica del Nord i Amèrica Central septentrional, la major part d'Europa i a Àsia fins a arribar a la Línia de Wallace. La diversitat més gran es troba a les regions muntanyenques de l'Àsia central i del Sud, on existeixen unes vint espècies. Hi ha cinc espècies a Europa i a Amèrica del Nord n'hi ha quatre. A l'Àfrica, només hi ha dues espècies amb població extremadament limitada: una subespècie del grimpador blau (S. europaea hispaniensis) als boscos de Cedres del Rif marroquí i del Pica-soques de la Cabília (S. ledanti), endèmic d'algunes petites àrees de Cabília (Algèria). El gènere està absent a Amèrica del Sud i Oceania.
La majoria de les espècies són sedentàries i residents anuals, i l'únic que realitza una migració prou notable és el pica-soques canadenc (S. canadensis), que hiverna a Amèrica del Nord, però abandona les parts més septentrionals de la seva distribució, és a dir, algunes zones de reproducció al Canadà. Individus erràtics d'aquesta espècie van ser trobats en les Bermudes, Islàndia i Anglaterra. S'ha documentat també que algunes subespècies de S. europaea a Sibèria recorren la franja de bosc boreal euroasiàtic fins a Finlàndia i Suècia; Löhrl suposa que aquesta migració interna es deu a la superpoblació.

### Hàbitat
Normalment, la majoria dels trepadors són forestals i habiten boscos temprats de muntanya, però dues espècies —el pica-soques roquer occidental (S. neumayer) i el pica-soques roquer oriental (S. tephronota)— s'han adaptat a hàbitats rocosos de les regions més àrides d'Euràsia: passen l'hivern en zones boscoses, però nien en vessants o penya-segats rocosos.

## Costums
Recorren fàcilment els troncs verticals, tant de cap per avall com de cap per amunt, sense recolzar-se en la cua mentre exploren les esquerdes de la fusta tot cercant els insectes que hi habiten.
La majoria d'espècies d'aquesta família són sedentàries.

## Taxonomia
Segons la classificació del Congrés Ornitològic Internacional (versió 11.1, 2021) la família dels sítids (Sittidae) està formada per un únic gènere amb 28 espècies:
- Gènere Sitta Linnaeus, 1758
- Sitta leucopsis - pica-soques carablanc.
- Sitta przewalskii - pica-soques de Przewalski.
- Sitta magna - pica-soques gegant.
- Sitta carolinensis - pica-soques pitblanc.
- Sitta formosa - pica-soques esplèndid.
- Sitta azurea - pica-soques capnegre.
- Sitta frontalis - pica-soques bec-roig.
- Sitta solangiae - pica-soques becgroc.
- Sitta oenochlamys - pica-soques de les Filipines.
- Sitta pygmaea - pica-soques nan.
- Sitta pusilla - pica-soques capbrú.
- Sitta yunnanensis - pica-soques de Yunnan.
- Sitta ledanti - pica-soques de la Cabília.
- Sitta krueperi - pica-soques de Krüper.
- Sitta canadensis - pica-soques del Canadà.
- Sitta whiteheadi - pica-soques de Còrsega.
- Sitta villosa - pica-soques de la Xina.
- Sitta neumayer - pica-soques roquer occidental.
- Sitta tephronota - pica-soques roquer oriental.
- Sitta arctica - pica-soques siberià.
- Sitta victoriae - pica-soques de Myanmar.
- Sitta himalayensis - pica-soques de l'Himàlaia.
- Sitta europaea - pica-soques eurasiàtic.
- Sitta nagaensis - pica-soques dels Naga.
- Sitta cashmirensis - pica-soques del Caixmir.
- Sitta castanea - pica-soques de l'Índia.
- Sitta cinnamoventris - pica-soques de ventre castany.
- Sitta neglecta - pica-soques d'Indoxina.

Anteriorment, alguns autors havien inclòs les famílies dels ticodròmids, dels climactèrids, dels rabdornítids i dels neosítids dins de la dels sítids.